# テイルズ オブ ザ ワールド なりきりダンジョン3
『テイルズ オブ ザ ワールド なりきりダンジョン3』は、2005年1月6日にナムコから発売されたゲームボーイアドバンス（GBA）用RPG。

## 概要
『テイルズ オブ』シリーズのキャラクターが共演する作品「なりきりダンジョン」シリーズの第3作である。ゲームデザインは桝田省治が担当。
前作『テイルズ オブ ザ ワールド なりきりダンジョン2』に登場していた『テイルズ オブ ファンタジア』・『テイルズ オブ デスティニー』・『テイルズ オブ エターニア』に加え新たに『テイルズ オブ デスティニー2』・『テイルズ オブ シンフォニア』のパーティキャラクターなどが多数登場し、『テイルズ オブ ファンタジア なりきりダンジョン』のディオとメルがなりきりショップの店主として登場しており、『テイルズ オブ リバース』のヴェイグとクレアが戦闘には参加しないゲストとして登場している。ゲームジャンルは前作の3人パーティ制RPGから、3人パーティの小隊複数を同時に操作するSRPGへ変更されている。戦闘パートは従来のリニアモーションバトルである。

## ストーリー
『テイルズ オブ』シリーズのキャラクターが英雄として語り継がれる時代のとある街。英雄にあこがれるフリオとキャロはブラウン博士の下で助手として博士の研究を手伝っていた。
ある日、ブラウン博士が街外れにあるレミ遺跡から発見した遺物を修復したということで2人は研究所を訪れた。遺物とはタイムシップのことで、その修復が終わったということだった。2人はタイムシップにドリーム号という名前をつけ、次の日に英雄に会いに行こうということになった。
その夜、フリオがいつものように英雄伝を読んでいると、いつも見ていた英雄伝の話の内容が書き換わっていた。そんなことを気にしつつ、眠りについた。
翌日、2人が暮らしている孤児院のあすなろ園にブラウン博士が大慌てでやってきた。「タイムシップが奪われた」と博士は大慌て。2人も博士の研究所へ向かうと、昨日までそこにあったタイムシップがなくなっていた。そこに色の違うタイムシップが現れ、中から髪の白いブラウン博士が出てきた。開口一番「100日後の未来は大変なことになった」と言い、前の晩にドリーム号を奪った人が英雄伝の時代で悪さをし、歴史を変えてしまったからだと伝えた。
白い髪の博士は区別のためにホワイト博士と呼んでくれと言い、遺跡の奥深くにあったもう一つのタイムシップとなりきり服を与えた。2人はこのなりきりの力で変えられた英雄伝の歴史を元に戻すための冒険が始まった。

## システム
戦闘システムは『テイルズ オブ ザ ワールド なりきりダンジョン2』と同様。
なりきりシステムについては、レベルはコスチュームごとではなくキャラクターに設定されるようになった。コスチュームの作成方法は前作と同様。強化方法は大幅に簡略化され、主人公にルーツを付加し能力値を上げるというもののみとなっている。『テイルズ オブ ファンタジア なりきりダンジョン』以降からの定番であるナムコのキャラクターのなりきり服は今回も健在で、前作の『ワルキューレの冒険』のワルキューレ、『ミスタードリラー』のホリ・ススムに加え、『太鼓の達人』より和田どんと和田かつ、『ゼノサーガ』よりKOS-MOS、『ドルアーガの塔』よりギルとカイが登場している（ギルとカイは『なりきりダンジョン』には登場していた。また、本作では新たにボスキャラクターであるドルアーガのなりきり服も追加された）。
コスチューム和田どん（フリオ）と和田かつ（キャロ）で、Lvが40に達すると「たいこのたつじん」という技を覚える。これは1戦闘につき1回のみ使用でき、ナムコ発売のゲーム『太鼓の達人』をプレイして、その成功度により敵にダメージを与える技である。曲はコスチュームごとに違い、和田どん（フリオ）の場合、『スカイキッド』『マッピー』『源平討魔伝』『ドラゴンバスター』『メトロクロス』『リブルラブル』『ドラゴンスピリット』、和田かつ（キャロ）の場合、歴代テイルズのフィールドBGMからランダムで選択される。

## 登場キャラクター
スタッフロールには声優名しか表記されておらず、公式サイトに表記されているフリオとキャロ、設定資料集『テイルズ オブ クロニクル』に表記されているジャババ・クライト・ポニー以外は表記されていない。また、シゼルとハロルドの声は存在するものの、原作で両者を演じていた伊倉一恵、平松晶子の名前はスタッフロールに存在しない。

### オリジナルキャラクター
フリオ・スヴェーン
声 - 菅沼久義
本作の主人公の一人。前作『2』と外見面では全く同じ。性格は多少異なる。歴代『テイルズ オブ』シリーズの主人公に漏れない熱血漢であり、この世界で紡がれゆく「英雄伝」を読んでは英雄達に憧れを寄せている。生まれてすぐ孤児院に預けられる。鈍感で頭が悪い。
キャロ・オランジェ
声 - 有島モユ
本作の主人公の一人。前作『2』と外見面では全く同じ。性格は多少異なる。フリオと同じく孤児院育ち。多少恋愛に興味があり、フリオに想いを寄せている。鈍感で頭の悪いフリオに腹を立てることもしばしば。
ブラウン博士
様々な面で主人公をアシストする博士。フリオやキャロは彼の助手。町はずれの遺跡で発見した時空転移装置に「ドリーム号」と名づけようとする（プレイヤーが任意で決められる）。
彼が「大変だ」と事件を知らせるが、慌てているため「た」がやたらと増える。
ホワイト博士
墓泥棒のポニーとクライトにドリーム号が奪われた後、違う色のドリーム号から降りてきたブラウン博士そっくりの博士。
名前は「ややこしいから」と彼自身が求めたもので、髪が真っ白になっていることが由来。
ポニー
声 - 西川宏美
墓泥棒。ドリーム号をのっとりクライトと共に逃走し、英雄達の活躍する世界の品々を盗んでいる。
行動を共にするクライトとは、互いに「かあちゃん」「とうちゃん」と呼び合っている。
クライト
声 - 麻生智久
墓泥棒。ドリーム号をのっとりポニーと共に逃走し、英雄達の活躍する世界の品々を盗んでいる。
間違ったことわざや慣用句を使うのが癖で、それを自負しているようだ。
仮面の二人 / ワルフリオ、ワルキャロ
声 - 菅沼久義（ワルフリオ） / 有島モユ（ワルキャロ）
本作のラストボス。それぞれ青と赤で縁取られた黒い仮面をつけ、ポニーとクライトに従っている。なりきり師であるらしく、様々な場面で色々なキャラになりきる。
ジャババ
声 - 龍田直樹
町外れにある遺跡の最下層に封印されている魔王。時空転移装置を使った犯罪を繰り返していた時空犯罪者で、もとは科学者。ゲームクリア後に遺跡の最下層を訪れると戦うことが出来る。
サナトス
声 - 日髙のり子
前作のラストボス。人をマインドコントロールすることを楽しんだり、人間の醜さを「いかにも人間らしい」と形容するなど、冷淡な性格の持ち主。空中を自在に飛び回ることができ、髪を尖らせたり、地面から突き出させたりすることができる。
ナオミ
「来夢来人ホテル」の女将。男好き。ヒーローとヒロインの仲に興味津々である。
コバーン
ミナクルの保安官だが、基本的にやる気がない。捕まったポニーとクライトの嘘話に同情するなど、どこか抜けたところがある。
ジュディ
「さくら食堂」の料理長。
シスターポーラ
孤児院「あすなろ園」のシスター。
マホ
雑貨屋を営む老婆。語尾に「マホ」とつける。
ケン
あすなろ園に引き取られている孤児の少年。
リンダ
あすなろ園に引き取られている孤児の少女。

### シリーズキャラクター
プレイヤーキャラクターに加え、一部のボスキャラクターや非戦闘キャラクターも使用できる。

#### テイルズ オブ ファンタジア
クレス・アルベイン
正義感の強い剣士。仲間と共に世界を救う旅に出る。
ミント・アドネード
清楚な雰囲気の乙女。
クラース・F・レスター
精霊を研究している学者。
アーチェ・クライン
魔法使いの少女。破壊的な料理の腕前を持つ。
チェスター・バークライト
クレスの幼馴染である努力家の狩人。
藤林すず
くノ一の少女。多彩な忍術でクレスたちを手助けする。
ダオス
故郷を救うべく、地球にやってきた魔王。
アミィ・バークライト
チェスターの妹。

#### テイルズ オブ デスティニー
スタン・エルロン
兵士志願の羊飼い。寝ぼすけでお人好し。ソーディアン使い。
ルーティ・カトレット
レンズハンター。金への執着心は非常に強い。ソーディアン使い。
フィリア・フィリス
おっとりした性格のソーディアン使い。司祭で古代文明の研究者でもある。
ウッドロウ・ケルヴィン
広い見識を持つ若き国王。弓の名手にしてソーディアン使い。
リオン・マグナス
皮肉屋な少年天才剣士。ソーディアン「シャルティエ」を持つ。冷酷な反面、優しさを見せることも。
マリー・エージェント
ルーティと行動を共にしている女性。記憶喪失。
チェルシー・トーン
ウッドロウを慕っている少女。伝説的弓使いアルバの孫娘。
ジョニー・シデン
吟遊詩人。だがそれは世を忍ぶ仮の姿である。
マイティ・コングマン
己の拳のみを信じる格闘家。それが彼の人気の秘密である。
リリス・エルロン
スタンの妹。エルロン家の家事を仕切っている。料理が得意。

#### テイルズ オブ ファンタジア なりきりダンジョン
ディオ
なりきりショップの店主で、メルとは双子。
メル
なりきりショップの店主で、ディオとは双子。

#### テイルズ オブ エターニア
リッド・ハーシェル
優れた剣技は天性のもの。メルディと出会い、世界を救う旅に出る。
ファラ・エルステッド
リッド、キールの幼馴染。得意料理はオムレツ。
キール・ツァイベル
頭脳明晰で晶霊術を使いこなす学士。学力はとても高いが、運動はとても低い。
メルディ
過酷な運命を背負う少女。ペットのクィッキーとは大の仲良し。
チャット
海賊アイフリードの子孫。機械に詳しく、多彩なメカを操る。クィッキーのような毛深い動物が苦手。
フォッグ
圧政への抵抗軍を率いる大男。不器用だが根は優しい。体力と根性は底なし。
レイス
行商人として各地を旅する謎の人物。かつては騎士だったようで剣の腕は一流。
シゼル
圧政を敷いていた総領主の妻。残酷な出来事があり、闇に捕らわれた。メルディの母。
セルシウス
氷の精霊。主に格闘技を扱う。
ワルキューレ
『ワルキューレの伝説』の主人公。

#### テイルズ オブ デスティニー2
カイル・デュナミス
スタンとルーティの実子。親と同じ「英雄」を目指している少年。
リアラ
真の英雄を探している少女。
ロニ・デュナミス
ルーティが運営する孤児院の出身。カイルの幼馴染で兄貴分。
ジューダス
異形の仮面をつけた剣士。ソーディアン「シャルティエ」を持つ。その瞳は盟友の息子を見守り続ける。
ナナリー・フレッチ
面倒見がよく、姉御肌。弓の使い手だが、なぜか関節技が得意。
ハロルド・ベルセリオス
自他共に認める天才科学者（マッドサイエンティスト）。彼女の辞書に不可能の文字は無い。
エルレイン
全ての人間に幸福をもたらそうとした謎多き女性。
バルバトス・ゲーティア
歴史の闇に葬られた狂戦士。英雄とディムロスを憎んでいる。

#### テイルズ オブ シンフォニア
ロイド・アーヴィング
ドワーフに育てられた二刀流剣士。コレットたちと世界再生の旅に出る。
コレット・ブルーネル
救いの神子。天然でドジっ子。小さい頃から密かにロイドを慕っている。
クラトス・アウリオン
剣と魔法の両方を扱う冷静沈着な凄腕の傭兵。
ジーニアス・セイジ
ロイドを慕う、ロイドのよき理解者。天才魔術師。
リフィル・セイジ
大人びた雰囲気の女性で、教師。遺跡を見ると人が変わる。ジーニアスの姉。
藤林しいな
コレット暗殺のために放たれた刺客。精霊と契約し、使役する符術師。暗殺者らしからぬ暗殺者。
ゼロス・ワイルダー
軽薄な感じの青年。コレットと対をなす神子。女好きでお調子者。
プレセア・コンバティール
寡黙な少女。妹を殺めた人物を追う悲しき復讐者。エクスフィア人体実験の犠牲者でもある。
リーガル・ブライアン
貴族生まれの囚人。その手枷は恋人の命を奪った罪の証。
ユグドラシル
世界と姉を救おうとした男性。狭間の者である自分達を迫害し姉の命を奪った人間に絶望し、千年王国を創ろうとする。

#### テイルズ オブ リバース
とあるイベントで顔見せ程度に登場。
ヴェイグ・リュングベル
クールな青年。幼馴染のクレアを探して各地をまわっている。
クレア・ベネット
ヴェイグの幼馴染で容姿端麗な女性。しっかりした思考の持ち主。

## 町の施設
主人公たちの拠点「ミナクルの町」。宿や食堂など様々な施設があり、主人公達を温かく迎えてくれる。
あすなろ園
フリオとキャロが育った孤児院。シスターポーラが子供たちの面倒を見る。
来夢来人ホテル（らいむらいとホテル）
シリーズキャラクターたちが宿泊するホテル。
さくら食堂
ジュディが料理長。メニューには長い間変化がないらしく、孤児院の子供達に飽きられている。ジュディのもとに新しい食材を持っていくと、それを使った料理を教えてくれる。
保安官事務所
町の保安官コバーンの事務所。留置所代わりにもなっている。
森の集会所
町はずれの森を一部切り開いて作った集会所らしいが、何に使われているのかは定かではない。とあるミッションのクリア後ねこにんが行商人としてここに店をかまえる。ミラクルグミやエリクシール、また雑貨屋で扱っていない食材を扱う他、今までナムコのゲームに登場したことのあるキャラ（和田どんなど）のルーツを売ったりしている。
町立図書館
町の北西にある大きな図書館。
マホの雑貨屋
老婆マホの雑貨屋。大半の食材やミラクルグミ以外の各種グミ、カギ開けセットなどを扱っており、一部のルーツも取り扱っている。
なりきりショップ
前々作『なりきりダンジョン』のディオとメルのルーツショップ。彼らが前々作のエンディング後にこの世界に流れ着いたのか、並行世界の別人なのかは不明である。なりきり服の作成もここで行う。ただ、ミナクルになりきり師はフリオとキャロしかいないので、儲けがあるのかどうかは謎。
レミ遺跡
町外れにある遺跡。ここでドリーム号が発見された。
ミナクル広場
町の中央にある広場。人の往来が絶えない。

## 小説
- 工藤治『テイルズ オブ ザ ワールド なりきりダンジョン3 （上） フリオとキャロの大冒険』ファミ通文庫、ISBN 4-7577-2208-7
- 工藤治『テイルズ オブ ザ ワールド なりきりダンジョン3 （下） フリオとキャロの大冒険』ファミ通文庫、ISBN 4-7577-2292-3

## 関連書籍
- テイルズ オブ ザ ワールド なりきりダンジョン3 公式コンプリートガイド ISBN 4-902372-06-1
- GBA版 テイルズ オブ ザ ワールド なりきりダンジョン3 ISBN 4-08-779313-3